# Marco Tagliabue
Marco Tagliabue (Seregno, 7 aprile 1986) è un ex cestista italiano.

## Carriera
Nato a Seregno, ha mosso i primi passi al Basket School Brianza-Desio.
Nel 2002-03 con il Monte Paschi Siena è entrato a far parte di quella formazione giovanile che vincerà ripetutamente gli scudetti delle categorie Cadetti e Juniores. Dopo alcuni campionati in B, il salto in Legadue con la disputa di tre campionati in forza alla Fastweb Casale Monferrato dal 2007 al 2010. Dopo l'esperienza piemontese, nel 2010-11 è nelle Marche con la Fileni BpA Jesi sempre in Legadue, quindi in DNA per disputare una stagione con la maglia dell'Adriatica Industriale Ruvo di Puglia e poi con Recanati.
Ha disputato la stagione 2013-14 a Latina, la stagione 2014-15 a Matera e per la stagione successiva torna a Latina.
Nella stagione 2016-17 si trasferisce ad Olginate.

## Palmarès
- Campionato italiano: 1

Siena: 2003-2004